# Will H. Bradley

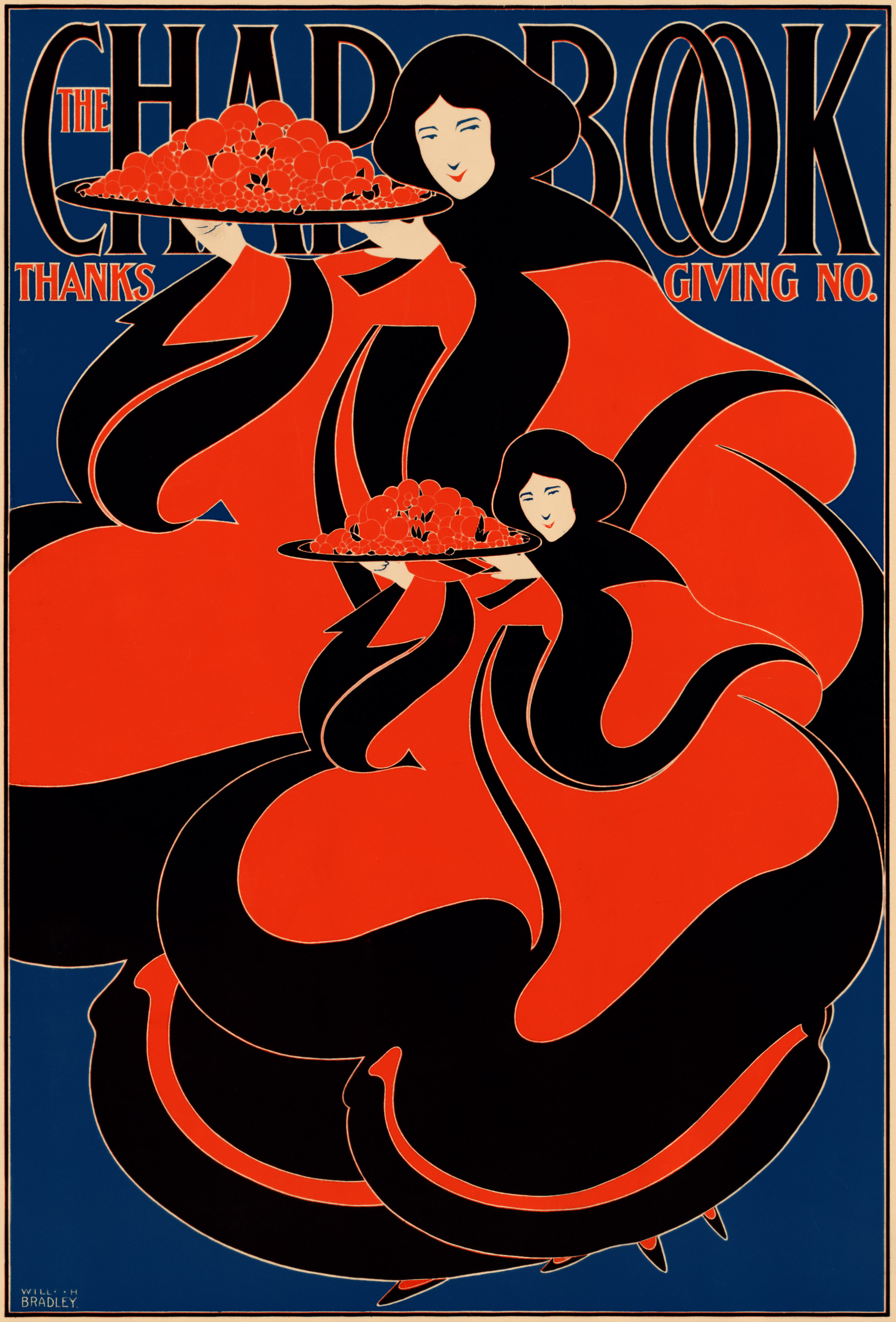
Póster de Chap-Book para la edición de Acción de gracias, 1894

William H. Bradley (Boston, 10 de julio de 1868 - 1962), fue un ilustrador y artista estadounidense de estilo Art Nouveau. 

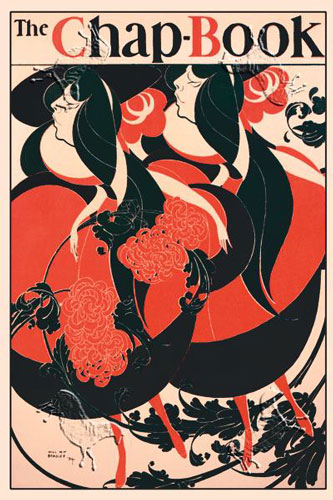
Un cartel por Bradley

A los catorce años de edad obtuvo su primer trabajo como impresor en un semanario. En Chicago tuvo breves trabajos como grabador en madera y tipógrafo antes de dedicarse al diseño gráfico de manera independiente. De vuelta a Massachusetts, estableció la Wayside Press, donde trabajó como ilustrador, editor, tipógrafo, diseñador y director de prensa para un periódico llamado Bradley: His Book. Después de sufrir un colapso con sólo veintiocho años, se vio obligado a vender la Wayside Press. Después trabajó como asesor para la American Type Founders y como editor para «Collier's Weekly». Trabajó brevemente con libros infantiles, y luego para la división de cine de William Randolph Hearst como diseñador de escenarios. En 1954 publicó un libro de memorias y, además, obtuvo el premio AIGA, el más alto honor para los diseñadores gráficos.
Su estilo artístico está considerado como una rama dentro del art nouveau, aunque se encuentra muy influido por la estética del movimiento Arts and Crafts y la xilografía japonesa. Su obra se compara a menudo con la de su contemporáneo inglés, Aubrey Beardsley, hasta el punto de que a veces se le llama the American Beardsley («el Beardsley estadounidense»). El principal medio de Bradley fueron los carteles, que por entonces era una forma artística en desarrollo, con pioneros en el cambio de siglo como los artistas franceses Jules Chéret y Toulouse-Lautrec, pero a Bradley se atribuye la popularización del estilo de cartel bidimensional en los Estados Unidos.
Bradley colaboró en el diseño de algunas publicaciones de Chicago, en especial para la revista Chap Book , editada por Frederic William Goudy y Lauren C. Hooper que sólo se publicó durante un año; y para Inland Printer.

## Galería de imágenes

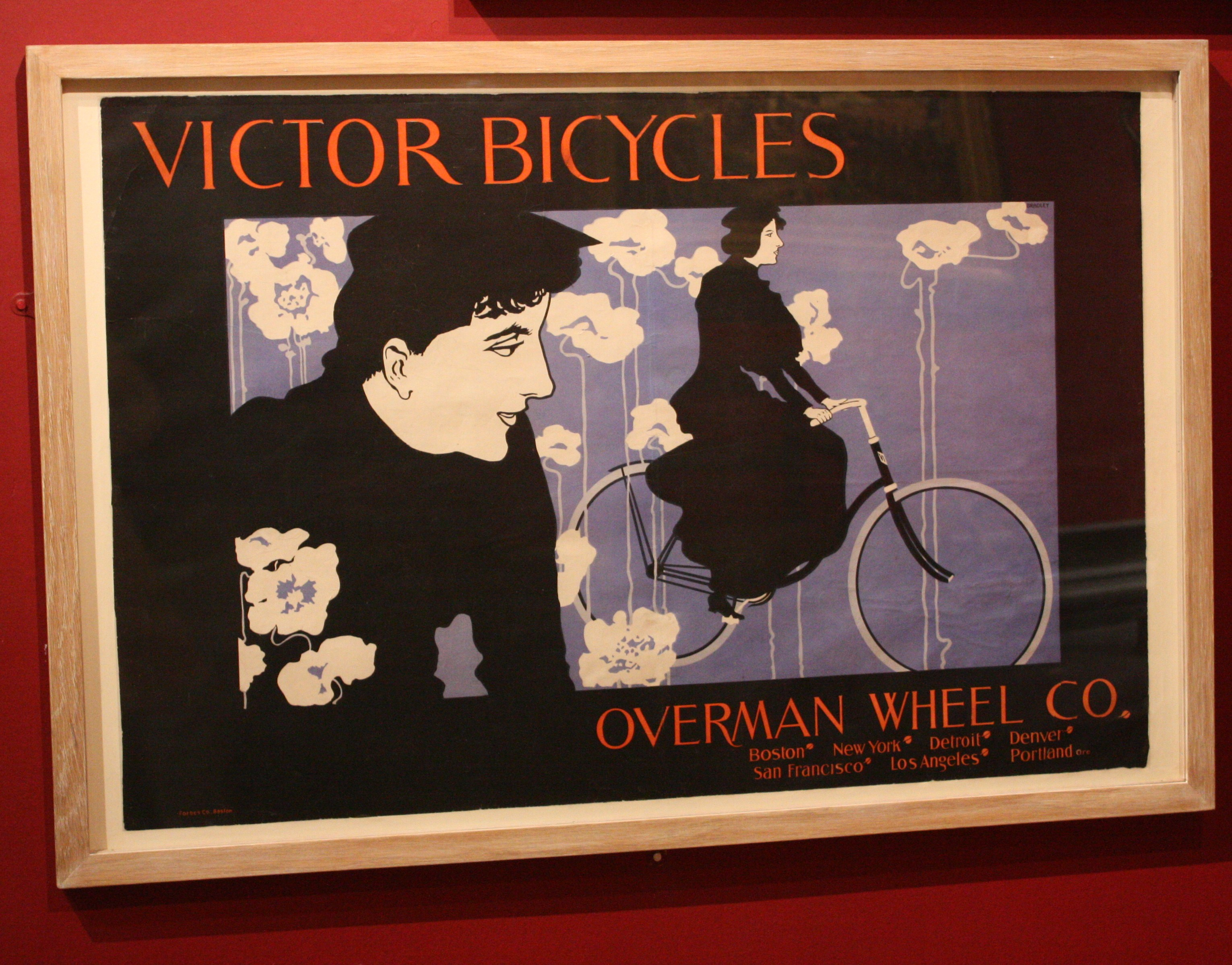
Cartel para Victor Bicycles
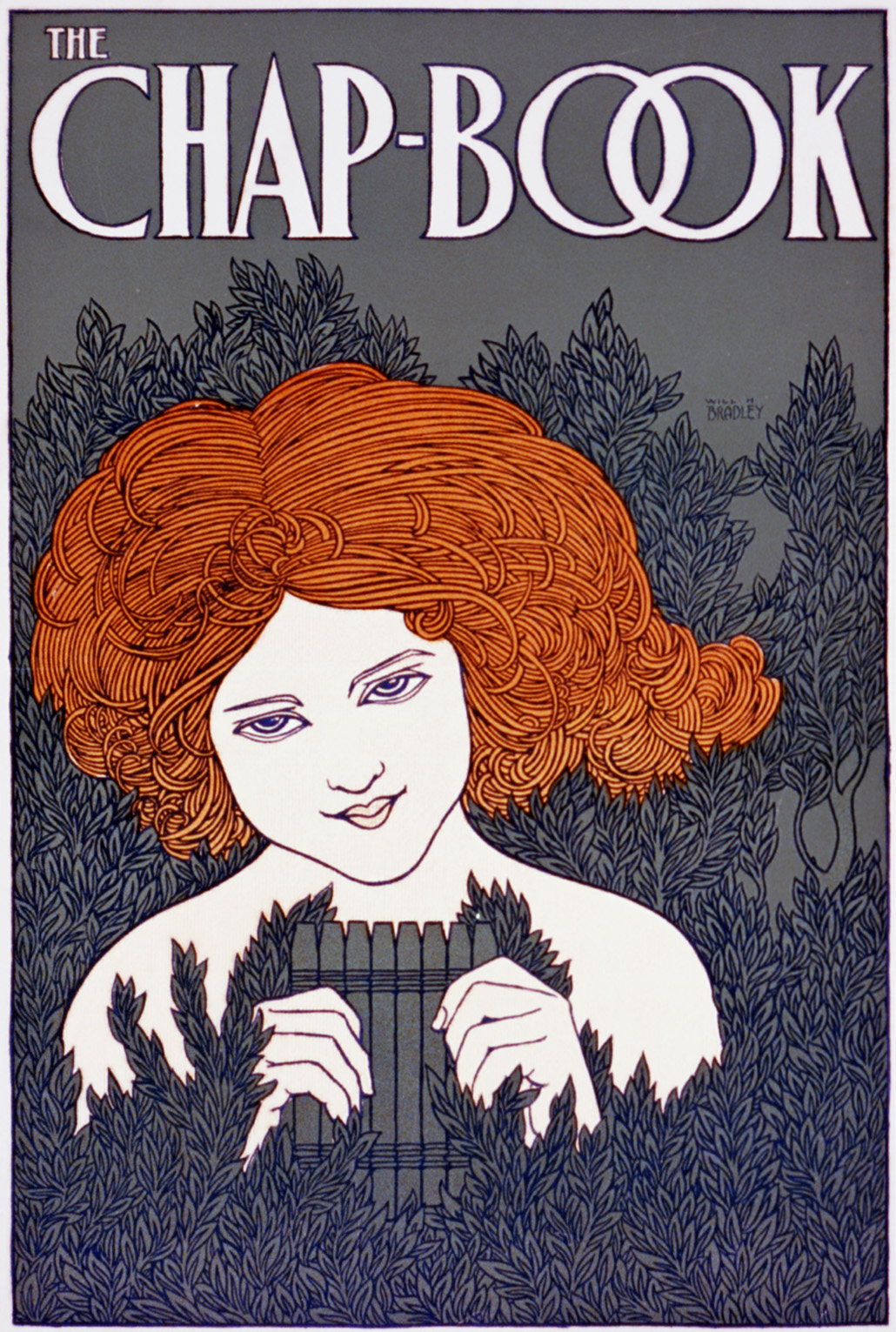
Chap-Book No. 5, cartel publicitario

## Para saber más
- Koch, Robert. (2002). Will H. Bradley: An American Artist in Print. Manchester, Vermont: Hudson Hills Press LLC. ISBN 1-55595-224-0.
- Johnson, Diane Chalmers. (1979). American Art Nouveau. Nueva York: Harry N. Abrams. ISBN 0-8109-0678-3